# Пакистан на літніх Олімпійських іграх 1956
Пакистан брав участь у Літніх Олімпійських іграх 1956 року у Мельбурні (Австралія) втретє за свою історію, і завоював одну срібну медаль.

## Срібло
- Хокей на траві, чоловіки.